# Film wojenny

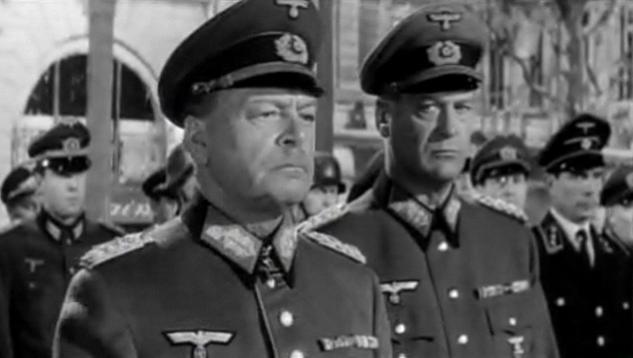
Film wojenny Najdłuższy dzień z 1962

Film wojenny (dramat wojenny) – gatunek filmowy dotyczący wojny − zwykle skoncentrowany na bitwach lądowych, morskich lub powietrznych, czasem skupiający się także na losach jeńców wojennych, tajnych operacjach wojskowych, treningu adeptów i innych powiązanych tematach. Filmy wojenne ogniskują się również na życiu codziennym żołnierzy lub cywili w czasie wojny, bez ukazania obrazu bitwy. Wątki przedstawione w kinie wojennym mogą być fikcyjne, oparte na kanwie wydarzeń historycznych lub biograficzne.
Termin film antywojenny używany jest czasem do opisania projektów filmowych, które wprowadzają widza w świat bólu i horroru wojny, często z politycznego lub ideologicznego punktu widzenia.
Historia tego gatunku sięga roku 1918; powstały wówczas niemy film Shoulder Arms (tytuł polski Charlie żołnierzem) w reżyserii Charliego Chaplina uchodzi za pierwszy filmowy obraz mówiący ściśle  o tematyce wojennej.